# Archibald Fountain
La Archibald Fountain llamada más formalmente "Fuente conmemorativa JF Archibald", es considerada por muchos como la mejor fuente pública en Australia y está situada en el parque Hyde, en el centro de Sídney, en el estado de Nueva Gales del Sur. Lleva el nombre de JF Archibald, propietario y editor de la revista  The Bulletin (el Boletín), que legó los fondos para poder construirla. Archibald especificó que debía ser diseñada por un artista francés, tanto por su gran amor por la cultura francesa como para conmemorar la asociación de Australia y Francia en la Primera Guerra Mundial. Deseaba que Sídney aspirara al diseño y ornamentación cívica parisina. El artista elegido fue François-Léon Sicard. 
La fuente fue inaugurada oficialmente el 14 de marzo de 1932 por el entonces alcalde de Sídney, Samuel Walder.